# Tatiana Okupnik
Tatiana Olga Okupnik (Łódź, 2 september 1978) is een Poolse zangeres.

## Discografie

### Albums
1. On My Own (2007)
2. Spider Web (2011)

### Singles
1. Don't hold back (2007)
2. Keep it on the low (feat. Mika & Michał Urbaniak) (2007)
3. Kogo kocham (2008)
4. Valentine (feat. Wyclef Jean) (2009)
5. Maximum (2009)
6. Spider Web (2011)
7. Been a fool (2011)

- International Standard Name Identifier: 0000 0001 2982 3623
- MusicBrainz: 34b05b80-0521-4714-9989-b75a8d8bebba
- Virtual International Authority File: 303813653